# Krzysztof Chmielewski (darter)
Krzysztof Chmielewski (ur. 20 września 1970 w Olecku) – polski darter, mistrz Polski, noszący przydomek The Joker. Reprezentant Polski (w parze z Krzysztofem Stróżykiem) na World Cup of Darts w 2014 r.

## Kariera
Chmielewski swoją karierę rozpoczął w 1996 roku, grając w darta elektronicznego. Po zmianie pracy i przeprowadzeniu się do Gdańska rozpoczął grę na tarczach stalowych. W 2014 roku zdobył Puchar Polski, Superligę, a w końcu Mistrzostwo Polski w darta. Owe sukcesy zaowocowały zaproszeniem do udziału w World Cup of Darts PDC 2014, w parze z Krzysztofem Stróżykiem. Po zaciętym meczu w pierwszej rundzie Polacy pokonali rozstawioną drużynę Finlandii wynikiem 5-4 w legach, a w 2. rundzie odpadli z reprezentacją Walii wynikiem 1-2 (3-4 w legach w deblu).
Chmielewski brał także udział w turniejach konkurencyjnej federacji World Darts Federation. Podczas WDF Europe Cup 2014 przegrał z Dannym Noppertem w pierwszej rundzie rywalizacji singlowej. W rywalizacji deblowej, ponownie w parze z Krzysztofem Stróżykiem, zostali pokonani przez ostatecznych zwycięzców - Anglików (Scott Mitchell i Scott Waites). W rywalizacji drużynowej Polska awansowała z drugiego miejsca w grupie do fazy pucharowej, jednak w meczu drugiej rundy przegrała z reprezentacją Anglii.
Kolejny międzynarodowy start Chmielewski zaliczył w 2016 roku w WDF Europe Cup. W zawodach singlowych awansował do czwartej rundy pokonując Jacques'a Labre'a, Kyle'a McKinstry'ego i Wayne'a Halliwella. W czwartej rundzie nieznacznie przegrał z Danielem Zyglą, 3-4 w legach. W rywalizacji par, wraz z Grzegorzem Działkowskim, przegrał w pierwszej rundzie z reprezentacją Czech (Michal Šmejda i Michal Ondo). W rywalizacji drużynowej tamtego turnieju Reprezentacja Polski zanotowała bardzo dobry występ, awansując do ćwierćfinału. Ostatecznie przegrali w zawodach ze Szkocją, wynikiem 6-9 w legach.
W lipcu 2023 roku Chmielewski wziął udział w turnieju kwalifikacyjnym do Poland Darts Masters 2023, gdzie doszedł do finału pokonując po drodze Oskara Krajcarza, Marcina Słomskiego, Jakuba Janaszkiewicza, Wojciecha Sołtysa, Dawida Laska, Wiesława Majewskiego i Adama Gliniorza. W meczu finałowym przegrał z Łukaszem Wacławskim 4-6 w legach.